# Privat-Antoine Aubouard
Privat-Antoine Aubouard (tiếng Ả Rập: أنطوان بريفا أوبوار, sinh 14 tháng 8 năm 1874 tại Moulins - mất 9 tháng 10,
1934 tại Beirut) là một chính trị gia người Pháp và là một thành viên trong Cao ủy Pháp đã được bổ nhiệm làm Tổng thống Liban trong vòng một tháng, từ 2 đến 30 tháng 1 năm 1934 trong thời kỳ chuyển tiếp chức vụ tổng thống giữa Charles Debbas, vị tổng thống đầu tiên của Liban dưới sự ủy trị của Pháp từ năm 1926 đến năm 1934 và Habib Pacha Es-Saad, vị tổng thống thứ hai từ năm 1934 đến năm 1936.